# Лампунг
Лампунг (инд. Lampung), једна је од 34 провинције Индонезије. Провинција се налази на самом југу острва Суматра. Покрива укупну површину од 34.624 км² и има 7.608.405 становника (2010). 
Центар провинције је Бандар Лампунг.

## Демографија
Становништво чине: Јаванци (62%), Сунди (9%), Лампунг (10%), Малајци (4%) и други. Доминантна религија је ислам (92%) и мањи број католика, протестаната и будиста.
| 1971.     | 1980.     | 1990.     | 1995.     | 2000.     | 2010.     |
| --------- | --------- | --------- | --------- | --------- | --------- |
| 2.777.008 | 4.624.785 | 6.017.573 | 6.657.759 | 6.741.439 | 7.596.115 |

## Галерија
- Обале у Лампунгу
- Бандар Лампунг